# Американский исламский центр
Америка́нский исла́мский центр (англ. Islamic Center of America) — мечеть в Дирборне, Мичиган, открытая в 2005 году. Является самой большой мечетью в Северной Америке. Центр был основан в 1963 году Мухаммедом Джавадом Чирри, он оставался его директором до своей смерти в 1994. Нынешний имам — Сайед Хассан аль-Казвини.
Центр является самой большой мечетью в Северной Америке и старейшей специально построенной шиитской мечетью в Соединённых Штатах и второй по возрасту после «мечети Ассер Эль-Джадид», которая первоначально открылась в 1924 году в Мичиган-Сити, штат Индиана. Дирборн с его многочисленным арабским шиитским населением (состоящим в основном из иракцев и ливанцев) часто называют «сердцем мусульман», особенно шиизма, в Соединённых Штатах. В мечети действует Американская мусульманская молодёжная академия (MAYA), исламская частная начальная и средняя школа.

## История
Растущее число мусульман в районе Детройта в середине XX века искало религиозного лидера с Ближнего Востока для служения общине. Имам Мухаммад Чирри из Ливана был приглашён возглавить недавно созданное Общество Фонда Исламского Центра, которое позже превратилось в Исламский Центр Детройта, а затем в Исламский Центр Америки. Центр впервые открыл свои двери в Детройте 20 сентября 1963 года при финансовой поддержке местных жителей, которые заложили свои дома вместе с подарком от президента Египта Гамаля Абдель Насера. Недвижимость для строительства мечети Джой Роуд была приобретена у Ford Motor Company. Имам Хасан аль-Казвини возглавил центр в 1997 году, через несколько лет после кончины имама Чирри, и взял на себя роль религиозного лидера в течение 18 лет. Исламский центр Америки изменил своё первоначальное местоположение в Детройте и в 2005 году переехал на своё нынешнее место на Форд-роуд в Дирборне. Детройтская мечеть на первоначальном месте центра теперь известна как Центр аз-Захра, где до сих пор проводятся молитвы.
В январе 2007 года мечеть подверглась вандализму с нанесением антишиитских граффити. Многие в сообществе считали, что вандализм был результатом повторяющейся межконфессиональной напряженности с американской общиной мусульман-суннитов из-за войны в Ираке и её шиитско-суннитского конфликта.
24 января 2011 года житель Империал-Бич, штат Калифорния, по имени Роджер Стокхэм был арестован и обвинен в терроризме после попытки взорвать Исламский центр Америки. Сообщалось, что Стокхэм был новообращенным в суннитский ислам, который преследовал шиитское сообщество и имел историю психических заболеваний и правонарушений с огнестрельным оружием.
21 апреля 2011 года, за день до запланированного выступления пастора Терри Джонса, сотни людей разных вероисповеданий собрались на демонстрацию солидарности. Евреи, христиане и другие религиозные группы стояли бок о бок со сцепленными руками против запланированного протеста Джонса.